# Центральна збагачувальна фабрика «Горлівська»
Центральна збагачувальна фабрика «Горлівська» — споруджена у 1964 році за проєктом інституту «Дніпродіпрошахт» для збагачення коксівного вугілля з проєктною потужністю 1500 тис. тонн на рік. Фактична потужність — 1600 тис. тонн.
Проєктна технологічна схема фабрики передбачала збагачення вугілля крупністю 0—100 мм відсадкою в некласифікованому вигляді з подальшим перезбагаченням промпродукту 0—13 мм у контрольній відсаджувальній машині. Для збагачення шламу застосована флотація. Збезводнювання продуктів збагачення та обробка шламів здійснені за типовою технологією. Зниження вологи дрібних класів забезпечується їх сушінням у барабанних сушарках. У проєкті фабрики застосовано оригінальне на свій час безбункерне відвантаження концентрату. Але, знизивши одноразові капітальні витрати, таке вирішення створило обмеження для наступного розвитку фабрики і підвищення її продуктивності.
Місцезнаходження: м. Горлівка, Донецька обл., залізнична станція Микитівка.